# Пунта-Джордани
Пунта-Джордани (итал. Punta Giordani) — вершина высотой 4046 метров над уровнем моря в массиве Монте-Роза в Пеннинских Альпах в Италии в регионе Пьемонт. Первое восхождение на вершину Пунта-Джордани совершил Пьетро Джордани 23 июля 1801 года в одиночку, в честь которого вершина получила своё название. В 1994 году UIAA включил Пунта-Джордани в основной список официального перечня альпийских четырёхтысячников, несмотря на небольшую относительную высоту.

## Физико-географическая характеристика
Вершина Пунта-Джордани расположена целиком на территории Италии в регионе Пьемонт. Высота вершины Пунта-Джордани составляет 4046 метров над уровнем моря, она является одним из второстепенных четырёхтысячников массива Монте-Роза. Относительная высота вершины Пунта-Джордани составляет всего 6 метров, родительской вершиной по отношению к ней является вершина Пирамид-Винсент, расположенная примерно в 200 метрах на западо-северо-запад. В 1994 году UIAA при составлении списка горных вершин-четырёхтысячников Альп поместил Пунта-Джордани в основной список, несмотря на то, что она не удовлетворяла топографическому критерию. В списке UIAA она занимает 67 место по абсолютной высоте.

## История восхождений
Первое восхождение на вершину Пунта-Джордани совершил доктор Пьетро Джордани из Аланьи 23 июля 1801 года. Это была одна из самых первых серьёзных попыток восхождения на Монте-Розу, и Джордани добился выдающихся результатов для своего времени. В одиночку ему удалось подняться на высоту 4046 метров c юго-восточной стороны, на безымянную второстепенную вершину массива, которую позднее назвали его именем. Джордани не стал продолжать восхождение дальше, так как уже было слишком поздно, и ему нужно было спускаться вниз, чтобы успеть вернуться до наступления ночи.

## Маршруты восхождений
Как правило, Пунта-Джордани не представляет интереса для альпинистов как самостоятельная вершина. Обычно её проходят траверсом при восхождении на Пирамид-Винсент c юго-западной стороны. Маршрут восхождения на Пунта-Джордани простой, и имеет категорию сложности PD по классификации IFAS (I категория сложности по классификации UIAA).